# الیگومر
الیگومر (از یونانی باستان: ὀλίγοι oligoi, méros μέρος) مولکولی است که از چند واحد ساختاری یکسان یا مشابه ساخته شده‌است. اگر تعداد واحدهای ساختاری بیشتری وجود داشته باشد، از پلیمر صحبت می شود. ملاک تمایز طبق IUPAC (اتحادیه بین‌المللی شیمی محض و کاربردی) این است که آیا یک تغییر کوچک در تعداد واحدها باعث تغییر قابل توجه در خصوصیات می‌شود. روند تشکیل الیگومرها با عنوان الیگومریزاسیون شناخته می‌شود.
به یک واحد ساختاری مونومر گفته می‌شود. با توجه به تعداد واحدها، الیگومرها معمولاً براساس اعداد یونان باستان نامگذاری می‌شوند: زمانی که آنها از دو، سه، چهار، پنج، شش، هفت، هشت … واحد تشکیل شده باشند به آنها به ترتیب دیمر، تریمر، تترامر ، پنتامر، هگزامر، هپتامر، اوکتامر گفته می‌شود.
اگر همه زیرواحدهای مشابه یکدیگر باشند، به آن الیگومر هومومر (homomer) می‌گویند، در مورد زیر واحدهای مختلف از یک الیگومر هترومر (heteromer) صحبت می‌شود.
الیگومرها در فرایند پلیمریزاسیون بوجود میایند (به عنوان مثال مراجعه کنید به: رزین اوره) یا بالعکس در شکاف پلیمرها (به عنوان مثال مراجعه کنید به: آنزیم گوارشی).